# الموريكس دور
الموريكس دور (المعروفة أيضًا باسم جائزة موريكس الذهبية) هي جائزة لبنانية سنوية بدأت لأول مرة في 4 يونيو 2000 بواسطة الطبيبين زاهي وفادي حلو  للاعتراف بالإنجازات التي تحققت في مجال الفن في لبنان والمنطقة العربية والعالم.

## الجوائز حسب السنة

### 2000
اقيم الحفل الأول من جائزة الموريكس دور في 4 يونيو 2000 تحت رعاية الوزير سليمان طرابلسي في ريجنسي بالاس بادما.

### 2001
اقيم الحفل الثاني من جائزة الموريكس دور في 2001 تحت رعاية وزير الاعلام غازي العريضي في قصر المسرح قيصر في أدما.

### 2002
اقيم الحفل الثالث من جائزة الموريكس دور في 14 سبتمبر 2002 تحت رعاية السيدة الأولى أندريه لحود في قصر المسرح قيصر في ادما.

### 2003
اقيم الحفل الرابع من جائزة الموريكس دور في 29 نوفمبر 2003 في كازينو لبنان.

### 2004
اقيم الحفل الخامس من جائزة الموريكس دور في 2005 تحت رعاية الرئيس اللبناني إميل لحود في قصر المسرح قيصر في ادما.

### 2005
اقيم الحفل السادس من جائزة الموريكس دور في 28 يناير 2006 في كازينو لبنان.

### 2006
اقيم الحفل السابع من جائزة الموريكس دور في 5 مايو 2007 في كازينو لبنان.

### 2007
اقيم الحفل الثامن من جائزة الموريكس دور في 20 يونيو 2008 في كازينو لبنان.

### 2008
اقيم الحفل التاسع من جائزة الموريكس دور في 19 يونيو 2009.

### 2009
اقيم الحفل العاشر من جائزة الموريكس دور في 10 يونيو 2010 وعرض مباشرة على تلفزيون المر.

## وصلات خارجية
- الموقع الرسمي